# سووپ (شهرستان یاوور)
سووپ (به لهستانی:  Słup) یک روستا در لهستان است که در گمینا منچینکا واقع شده‌است. سووپ ۲۳۰ نفر جمعیت دارد و ۱۹۰ متر بالاتر از سطح دریا واقع شده‌است.